# Hội trường Thanh niên Trung tâm

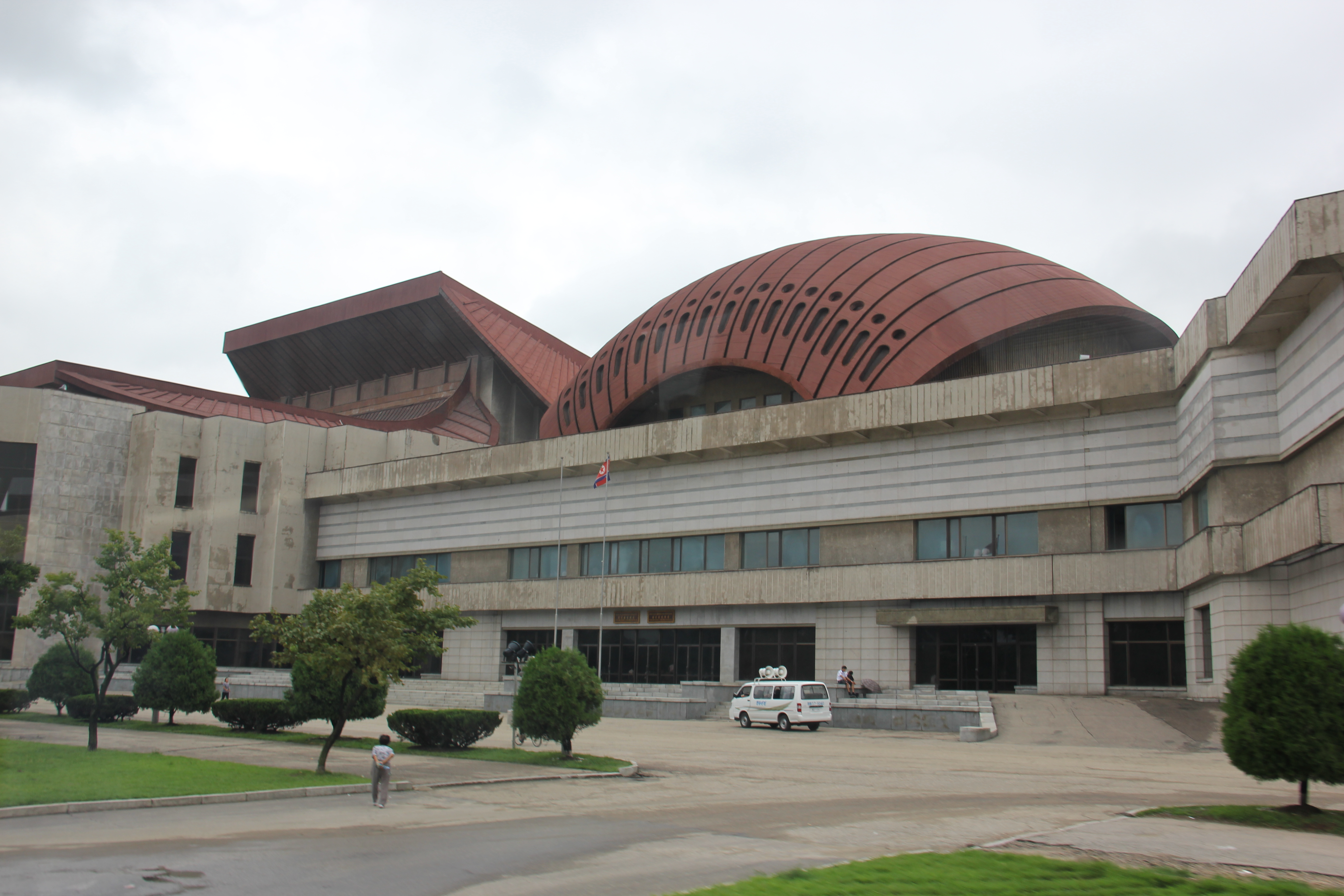
Hội trường Thanh niên Trung tâm

Hội trường Thanh niên Trung tâm là một trung tâm giáo dục xã hội ở Bắc Triều Tiên, được mở cửa vào ngày 18 tháng 5 năm 1989 nhằm nhân dịp Ngày hội Thanh niên và Sinh viên Thế giới lần thứ 13.
Toà nhà có nhiều chức năng bao gồm hai nhà hát (bao gồm 2.000 và 600 chỗ ngồi), một hội trường đa năng cho 1.000 người, bốn phòng họp lớn cho 250 người; trong tổng số 760 phòng với diện tích là 59,900 mét vuông.